# Jan Felicjan Terelak
Jan Felicjan Terelak (ur. 9 czerwca 1942) – polski psycholog, profesor zwyczajny Uniwersytetu Kardynała Stefana Wyszyńskiego w Warszawie.

## Stopnie i tytuły naukowe
- mgr, Katolicki Uniwersytet Lubelski w Lublinie, 1965.
- dr, Uniwersytet Warszawski. 1973.
- dr habilitowany, Uniwersytet Warszawski 1983.
- prof. zwyczajny, Uniwersytet Kardynała Stefana Wyszyńskiego w Warszawie od roku 2000.

## Życiorys
Absolwent KUL. Zajmuje się głównie zagadnieniami związanymi ze stresem. Jego głównym nurtem badań zostali objęci: lotnicy, kosmonauci, polarnicy, alpiniści, kaskaderzy, żołnierze, strażacy, chirurdzy oraz menadżerowie.
Jest członkiem: European Association for Aviation Psychology, International Association Appilied Millitary Psychology, Komitetu Badań Kosmicznych i Satelitarnych oraz Komitetu Ergonomii PAN. Pierwszy polski psycholog kosmiczny wykonujący badania eksperymentalne na kosmonautach na Stacji Kosmicznej oraz jeden z czterech psychologów na świecie w XX wieku, który zimował w Antarktyce, prowadząc badania na Stacji PAN im. Henryka Arctowskiego w ramach eksperymentu naturalnego nad skutkami psychologicznymi długotrwałej izolacji socjalnej.
Był nauczycielem akademickim w Prywatnej Wyższej Szkole Nauk Społecznych, Komputerowych i Medycznych w Warszawie.
Jest autorem ponad 350 różnych artykułów, opublikowanych w czasopismach krajowych i zagranicznych.

### Najważniejsze nagrody i odznaczenia

#### Nagrody
- Nagroda Rektora Uniwersytetu Kardynała Stefana Wyszyńskiego indywidualna I stopnia „za osiągnięcia naukowe, liczne publikacje oraz działalność organizacyjną na rzecz Uniwersytetu, zwłaszcza za tworzenie laboratoriów psychologicznych” (2017),
- Nagroda Rektora Uniwersytetu Kardynała Stefana Wyszyńskiego w Warszawie za rzetelną i oddana pracę na rzecz naszego Uniwersytetu (2011),
- Nagroda I Wydawców Książek Naukowych – Poznań 2011 za najlepszy podręcznik akademicki w roku 2011 pt. Terelak J.F.: „Człowiek w sytuacji pracy w okresie ponowoczesności” (Wydawnictwo UKSW, Warszawa 2011)
- Nagroda Rektora Uniwersytetu Kardynała Stefana Wyszyńskiego w Warszawie za działalność naukowo-dydaktyczną i książkę pt. „Człowiek i stres” (2010),
- Nagroda II stopnia Ministra Szkolnictwa Wyższego i Techniki (zespołowa), Warszawa 1985.

#### Odznaczenia
- Srebrny Medal „Za zasługi dla Polskiego Ruchu Olimpijskiego” (2010).
- Krzyż Kawalerski Orderu Odrodzenia Polski (2001).
- Złoty Krzyż Zasługi (1988),
- Medal Komisji Edukacji Narodowej (1983),

### Stanowiska związane z działalnością naukową
- Akademia Teologii Katolickiej, a od roku 1999 Uniwersytet Kardynała Stefana Wyszyńskiego w Warszawie, Wydział Filozofii Chrześcijańskiej, Instytut Psychologii, Katedra Psychologii Pracy i Stresu, od października 1991 – profesor nadzwyczajny, a od roku 2000 – profesor zwyczajny oraz kierownik Studium Doktoranckiego (do roku 2003), senator 2005-2012.
- Wojskowy Instytut Medycyny Lotniczej, Zakład Psychologii, Warszawa, docent, profesor i kierownik Zakładu Psychologii Lotniczej, kwiecień 1981 – 2002; konsultant naukowy 2011 do chwili obecnej
- Wyższa Szkoła Administracji Publicznej w Białymstoku (2010-2014), wykładowca, dyrektor instytutu psychologii i członek senatu.
- Wyższa Szkoła Suwalsko-Mazurska w Suwałkach, wykładowca, od roku 1986, dziekan wydziału psychologii 1986-2001; rektor 202-2010.
- Polska Akademia Nauk (Stacja Antarktyczna PAN im. H. Arctowskiego), badacz, listopad 1978 – marzec 1980;
- Państwowe Sanatorium dla Nerwowo Chorych w Komorowie k/Warszawy, psycholog kliniczny i badacz w Polsko-Amerykańskim Programie Badawczym VRA-Pol-65 nad rehabilitacją schizofreników chronicznych, 1966-1968.

### Kwerendy naukowe w zagranicznych uczelniach, instytutach naukowych
- Wojskowe Centrum Selekcji i Treningu w Splicie (Chorwacja) (październik 2000).
- Defense Security Service and Defense Manpower Data Center (California, USA) (listopad 1999).
- Ministero della Difesa, Direzione Generale della Leva – 3 Divisione Selezione Attitudinale, Firenze (Włochy) (maj 1999).
- Centre d’Etudes en Sciences Sociales de la Defensa w Paryżu (Francja) (maj 1998).
- Directorate of Psychology – Air Force Suite of Department of Defence w Sydney (Australia) oraz University of Sydney (październik 1997).
- Wojskowy Instytut Psychologii Lotniczej w Wiedniu (Austria) (maj 1997).
- Recruitment and Selection Centre w Brukseli (Belgia) (maj 1996).
- Centro de Psicologia Aplicada do Exercito w Lisbonie (Portugalia) (maj 1995),
- Royal Netherlands Army Selection Center w Amsterdamie (Holandia) (październik 1994),
- Universita Salesiana w Rzymie (Włochy) (maj 1993),
- Ohio State University w Columbus (USA) (kwiecień 1993),
- University of Cincinnati w Cincinnati (USA) (lipiec 1993),
- Wolfson College w Cambridge (Anglia) (lipiec 1992),
- Rosyjska Akademia Nauk w St.Petersburgu (Rosja) (wrzesień 1991),
- Niemiecka Akademia Nauk w Berlinie (Niemcy) (maj 1987),
- Centro de Psicologia Aplicada do Exercito Militare w Hawanie (Kuba) (kwiecień 1986),
- Słowacka Akademia Nauk w Koszycach (Słowacja) (maj 1985),
- Instytut Medycyny Lotniczej w Pradze (Czechy) (lipiec 1984),
- Instytut Medycyny Lotniczej w Ketchkemet (Węgry) (czerwiec 1983),
- Instytut Medycyny Lotniczej w Bukareszcie (Rumunia) (maj 1982),
- Instytut Problemów Medyczno-Biologicznych Ministerstwa Zdrowia w Moskwie (grudzień 1982),
- Instytut Medycyny Lotniczej w Sofii (Bułgaria) (maj 1981),
- Instytut Medycyny Lotniczej w Kenigsbridge (Niemcy) (czerwiec 1981),

### Członkostwo w prestiżowych instytucjach, korporacjach i organizacjach naukowych
- Stowarzyszenie Doradców Szkolnych i Zawodowych Rzeczypospolitej Polskiej – członek (2010 do chwili obecnej),
- Polskie Towarzystwo Geograficzne (Klub Polarny) – członek (1981 do chwili obecnej),
- European Association for Aviation Psychology – full member (1991 do chwili obecnej),
- The International Military Testing Association – full member (1993 do chwili obecnej),
- Polskie Towarzystwo Naukowe Człowiek w Ekstremalnych Warunkach – członek (2010 do chwili obecnej),
- Polskie Stowarzyszenie Psychologii Organizacji – członek (2012 do chwili obecnej).
- Polskie Towarzystwo Psychologiczne – członek (do roku 2011),
- Polskie Towarzystwo Ergonomiczne – członek (do roku 2002).
- Komitet Badań Kosmicznych i Satelitarnych przy Prezydium PAN – członek (do roku 2002),
- Komitet Ergonomii przy Prezydium PAN – członek (do roku 1998),
- Komitet Nauk Psychologicznych – członek (do roku 1984).

### Posiadane specjalizacje
- psychologia kliniczna (specjalista drugiego stopnia od 1986 roku),
- psychologia lotnicza i kosmiczna,
- psychologia transportu

### Nauczyciel znaczący
Prof. dr hab. Jan Strelau

### Hobby
kolarstwo terenowe, chorał gregoriański

### Działalność promotorska
1. Wypromowani doktorzy: 18
2. Wypromowani magistrzy: 291
3. Wypromowani licencjaci: 276

### Działalność recenzencka
1. Recenzje dorobku profesorskiego: 10
2. Recenzje dorobku habilitacyjnego: 8
3. Recenzje prac doktorskich: 270
4. Recenzje prac magisterskich: 300
5. Recenzje prac licencjackich: 213
6. Recenzje programów badawczych: 84
7. Recenzje wydawnicze artykułów naukowych: 61
8. Recenzje wydawnicze książek: 72

### Ważniejsze wybrane prace oryginalne
1. Nieśpiałowski, A., Terelak, J.F. Obesity related self-esteem and relationship to coping stress. Polish Journal of Aviation Medicine, Bioengineering and Psychology,2016, 22(2), 18-26.
2. Terelak, J.F.. Borzyńska M.. Poczucie koherencji a style radzenia sobie ze stresem u alumnów wyższego seminarium duchownego, Seminare, 2016, 37(1), 117-129.
3. Terelak, J.F., Grochowska, J. Samoocena a style radzenia sobie ze stresem alumnów seminarium duchownego. Studia Leopoliensia. Lwów, 2015, 8, 495-511.
4. Terelak, J.F., Przychodzka, K. (2015). Hazard perception and anxiety in novice and experienced parachutists. Polish Journal of Aviation Medicine, and Psychology, 21(4), 14-20.
5. Szymanik, A., Terelak, J.F. (2015). Sense of Humor and coping stress among young pilots. Polish Journal of Aviation Medicine, and Psychology, 21(3), 13-21.
6. Terelak, J.F,. Pietrzykowska, E.A. (2015). Blood groups and temperamental traits: Eksoloratory study. Polish Journal of Aviation Medicine, and Psychology. 2015, 21(2), 9-19.
7. Marczak, K., Terelak, J.F. (2014). Selected personality correlates of behaviors associated with Internet “piracy”. Polish Journal of Aviation Medicine and Psychology. 20(4), 19-26
8. Dykas, J., Terelak, J.F. (2014) Temperamental traits and styles of coping stress in motorcyclists. Journal of Aviation Medicine and Psychology. 20(3), 11-18.
9. Terelak, J.F., Budka, A. (2014). Sense of coherence and styles of coping stress in obesity. Journal of Aviation Medicine and Psychology. 20(2), 17-24.
10. Terelak, J.F., Szewczyk, A. (2013). Differential diagnosis of subjective workload and styles of coping with stress among aircraft crewmembers. Polish Journal of Aviation Medicine and Psychology. 19(4),11-18.
11. Szewczyk, A., Terelak J.F. (2013). Personalisty according to the „Big Five” Model and style sof doping with stress among aircraft members. Polish Journal of Aviation Medicine and Psychology. 19(2), 5-10.
12. Terelak, J.F., Pińska, E., Influence of the new way of controller-pilot communication „DATA-LINK” for air traffic controller performance in Europe. Journal for Perspectives of Economic Political and Social Integration: Journal for Mental Changes, 2010, 16(1-2), 57-94.
13. Truszczyński, O. Terelak, J.F., Turek, M., Personality of Polish Soldiers and their way stress-coping during Bosnia Peacekeeping Mission, In: Proceedings of the 36th International Applied Military Psychology Symposium (IAMPS) at Split (Croatia), 11-15 September 2000, Changing mission for the 21st century, Zagreb 2000, s. 251–256.
14. Truszczyński, O., Terelak, J.F., Jasiński, T., Psychophysiological cost of acceleration +Gz. In: Proceedings of the 24th Conference of the European Association for Aviation Psychology (EAAP) at Crieff Hydro, Crieff (Scotland), 4th-8th September 2000, 257-262.
15. Tarnowski A., Terelak J., Occulomotor analysis as an indicator of perceptual performance, In: Proceedings of the 40th Annual Conference of the International Military Testing Association (IMTA), 1998, 6-8 October, Pensacola, FL (USA).
16. Szczechura, J., Terelak, J., Kobos, Z., Pińkowski, J., Occulographic assessment of workload influence on flight performance, International Journal of Aviation Psychology, 1998, 8(2), 157-176.
17. Tarnowski, A., Terelak, J., Truszczyński, O., Special training influences on postural body control of pilot’s candidates, In: Proceedings of the 33rd International Applied Military Psychology Symposium, May 12-16.1997, Vienna (Austria).
18. Truszczyński, O., Terelak, J., The influence of altitude hypoxia on psychomotor efficiency of military pilots, In: Proceedings of the 32nd International Applied Military Psychology Symposium, May 20-24.1996, Brussels (Belgium).
19. Terelak, J., Kobos, Z., The formation of eye-hand co-ordination under the influence of exercise on special aviation gymnastic devices, In: Proceedings of the 32nd International Applied Psychology Symposium, May 20-24.1996, Brussels (Belgium).
20. Terelak, J., Selective attention and sensomotor performance learning in pilots, In: Proceedings of the 31 International Applied Military Psychology Symposium, May 15-19. 1995, Lisboa (Portugal),. 203-209.
21. Terelak, J., Tarnowski, A., Kobos, Z., Relationship between attitude towards computer and selected tests results, In: Proceedings of the 36th Annual Conference of the International Military Testing Association, Rotterdam (The Netherlands), 25-27 Oct. 1994, 200-204.
22. Terelak, J.F., Jachnis A. Characteristics of temperament and thinking as related to psychomotor efficiency in stress, Personality and Individual Differences, 1994, 16 (6), 989-991.
23. Terelak, J., Anxiety and eye-hands-legs coordination in young pilots (In:) R.S. Jensen and D.Neumeister (Eds.): Proceedings of the Seventh International Symposium on Aviation Psychology (April 26-29, 1993,Columbus, Ohio), The Ohio State University, 1993, 2, 629-633.
24. Terelak, J., Cognitive style and visual reaction time, Postępy Astronautyki, 1992, 24 (1-2), 33-40.
25. Migdał, K., Terelak, J., Selective attention and psychomotor performence, Current trends in Cosmic Biology and Medicine, Slovak Academy of Sciences, 1990, I, 91-96.
26. Terelak, J.F. Field dependence-independence and the eye-hand-legs coordination, Perceptual and Motor Skills, 1990, 71, 947-950.
27. Terelak, J., Individual differences of anxiety level and psychomotor performance, Personality and Individual Differences, 1990, 11(8), 771-775.
28. Terelak, J., Maciejczyk, J., Some indicators of level of adjustment to extreme conditions of existence in the Arctic and Antarctic, Polish Psychological Bulletin, 1989, 20 (3), 26-31.
29. Terelak, J., Święcicki, W., Marks, E., Effects of a single dose of Acenol on visual and motor coordination, Biology of Sport, 1989, 6 (1), 83-88.
30. Terelak, J., Zmeny v percepci situace a skupiny v podminkach dlouhodobe antarkticke izolace, Ceskoslovenske Psychologie, 1988, 32 (5), 422-425.
31. Terelak J., Żmudzki A.: The level of reactivity the size of costs adaptation and the efficiency of sport exercise performance in case of weight-lifters, Biology of Sport, 1987, 4 (3-4), 147-159
32. Maciejczyk, J., Terelak, J., Sleep deprivation and the physiological cost of decision making, Polis Psychological Bulletin 1985, 16 (4), 293-299.
33. Terelak, J., Turlejski, J., Szczechura, J., Rożyński, J., Cieciura, M., Dynamics o simple arithmetic task performance under Antarctic isolation, Polis Psychological Bulletin, 1985, 16 (2), 123-128.
34. Terelak, J., Dinamika nieformal’noj struktury malej celewoj gruppy w jestestwiennych uslowiach stressa obszczestwiennoj izolacji, Kosmiczeskaja Biologia i Awiakosmiczeskaja Medicina, 1985, 19 (6), 90-92.
35. Maciejczyk, J., Terelak, J., Psychological manifestations of „Microwave neurrosis”, Polis Psychological Bulletin, 1978, 9 (3), 157-162.
36. Terelak, J., Alpha index and personality traits in pilot, Aviation Space nad Environmental Medicine, 1976, 47 (2), 133-136.

### Publikacje książkowe
- Higiena psychiczna i pilot (1975)
- Psychologia lotnicza (1977) – współautor
- Medycyna i psychologia kosmiczna, tom 355 serii wydawniczej Omega (1980)[3] – współautor
- Człowiek w sytuacjach ekstremalnych (1982)
- Introspekcje antarktyczne (1982)
- Podstawy psychologii lotniczej (1988)
- Psychologia pracy i bezrobocia (1993)
- Stres psychologiczny (1995)
- Studia z psychologii i stresu (1997)
- Psychologia konsumenta i reklamy (1998) – współautor
- Źródła stresu (1999)
- Psychologia menedżera (1999)
- Psychologia stresu (2001)
- Psychologia organizacji i zarządzania (2005)
- Stres organizacyjny (2005)
- Wprowadzenie do psychologii (2007)
- Stres zawodowy (2008)
- Człowiek i stres (2009)
- Człowiek w sytuacji pracy w okresie ponowoczesności. Warszawa: Wyd. UKSW, 2011.
- Psychologia kierowcy transportu drogowego. Warszawa: Wyd. UKSW, 2015
- Stres życia: Perspektywa psychologiczna (Podręcznik akademicki). Warszawa: Wyd. UKSW.
- Eustress and Distress: Reactivation. Berlin-London-New York: Peter Lang, 2019. ISBN 978-3-631-77534-9; E-ISBN 978-3-631-78503-4 (E-PDF); DOI: 10.3726/b15414"
- Psychology of the Operator of Technical Devices. Berlin-London-New York: Peter Lang, 2020. ISBN 978-3-631-79717-4; DOI 10.3726/b16143
- Antarctic Winter-Over Syndrome. Narrative Perspective. Peter Lang, 2020. Berlin ∙Bern ∙ Bruxelles ∙ New York ∙ Oxford ∙ Warszawa ∙ Wien: Peter Lang. ISSN 2196-0151